# John Gielgud
Pour les articles homonymes, voir Gielgud.
Sir Arthur John Gielgud, né le 14 avril 1904 à Londres (Angleterre) et mort le 21 mai 2000 à Wotton Underwood (Angleterre), est un acteur britannique. 
Il est considéré comme l’un des plus grands interprètes (avec Lord Laurence Olivier) du théâtre britannique, et shakespearien en particulier. En 1994, le Globe Theatre de Londres a été renommé le Gielgud Theatre en son honneur. Outre sa carrière sur les planches, il a également tenu de nombreux rôles au cinéma.

## Biographie

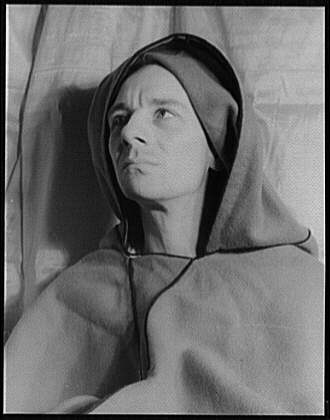
Portrait de John Gielgud par Carl Van Vechten (1936).

John Gielgud est le petit-neveu d'Ellen Terry.

## Filmographie partielle

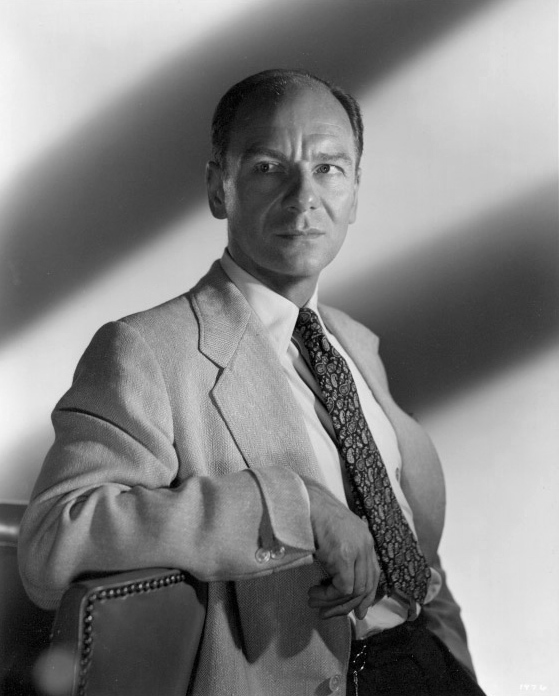
John Gielgud en 1953.

### Cinéma
- 1924 : Who is the man ? de Walter Summers : Daniel
- 1929 : The Clue of the New Pin, d'Arthur Maude : Rex Trasmere
- 1932 : Insult de Harry Lachman : Henri Dubois
- 1933 : The good companions de Victor Saville :
- 1936 : Quatre de l'espionnage (Secret Agent), d'Alfred Hitchcock : Edgar Brodie/Richard Ashenden
- 1941 : Le Premier Ministre (The Prime Minister), de Thorold Dickinson
- 1953 : Jules César (Julius Caesar), de Joseph L. Mankiewicz : Cassius
- 1954 : Roméo et Juliette (Romeo and Juliet), de Renato Castellani : Chorus
- 1955 : Richard III, de Laurence Olivier : George, duc de Clarence
- 1956 : Le Tour du monde en quatre-vingts jours (Around the World in Eighty Days), de Michael Anderson : Foster
- 1957 : Miss Ba (The Barretts of Wimpole street), de Sidney Franklin : Edward Moulton-Barrett
- 1957 : Sainte Jeanne (Saint Joan), d'Otto Preminger : Comte de Warwick
- 1964 : Becket, de Peter Glenville : Louis VII le Jeune[1]
- 1965 : Falstaff, d'Orson Welles : Henri IV (roi d'Angleterre)
- 1965 : Le Cher Disparu (The Loved One), de Tony Richardson : Sir Francis Hinsley, l'oncle de Dennis
- 1968 : La Charge de la brigade légère (The Charge of the Light Brigade), de Tony Richardson : Lord Raglan
- 1968 : Les Filles du code secret (Sebastian)
- 1968 : Les Souliers de saint Pierre (The Shoes of the Fisherman), de Michael Anderson : l’ancien pape
- 1968 : Les tueurs sont lâchés (Assignment to kill) de Sheldon Reynolds : Curt Valayan
- 1969 : Ah Dieu ! que la guerre est jolie (Oh! What a Lovely War), de Richard Attenborough : le comte Leopold Von Berchtold
- 1970 : Jules César de Stuart Burge  : Jules César
- 1972 : Eagle in a Cage de Fielder Cook
- 1973 : Les Horizons perdus (Lost horizon)  de Charles Jarrott : Chang
- 1974 : Le Crime de l'Orient-Express (Murder on the Orient Express), de Sidney Lumet : Beddoes, valet de Ratchett
- 1974 : Gold de Peter Hunt : Farrell
- 1974 : Fric frac, rue des diams (11 Harrowhouse) d'Aram Avakian
- 1975 : Galileo, de Joseph Losey : le vieux Cardinal
- 1976 : Le Tigre du ciel (Aces High), de Jack Gold : Headmaster
- 1976 : Providence, d'Alain Resnais : Clive Langhman
- 1979 : Meurtre par décret (Murder by Decree), de Bob Clark : Lord Salisbury, Premier ministre
- 1979 : Caligula, de Tinto Brass : Nerva
- 1979 : The Human Factor, d'Otto Preminger : brigadier Tomlinson
- 1979 : Le Chef d'orchestre (Dyrygent), d'Andrzej Wajda : John Lasocki
- 1980 : Elephant Man (The Elephant Man), de David Lynch : Carr Gomm
- 1980 : La Formule (The Formula), de John G. Avildsen : Dr Abraham Esau, Director Reich Energy
- 1981 : Les Chariots de feu (Chariots of Fire), d'Hugh Hudson : le principal de Trinity College
- 1981 : Le Lion du désert (Lion of the Desert), de Moustapha Akkad : Sharif El Gariani
- 1981 : Arthur, de Steve Gordon : Hobson, Arthur's Valet
- 1982 : Gandhi, de Richard Attenborough : Lord Chelmsford, Viceroy
- 1983 : La Dépravée (The Wicked Lady), de Michael Winner  : Hogarth
- 1985 : Plenty, de Fred Schepisi : Sir Leonard Darwin
- 1985 : La Partie de chasse (The Shooting Party), d'Alan Bridges : Cornelius Cardew
- 1986 : Le Dénonciateur (The Whistle Blower) de Simon Langton : Sir Adrian Chipple
- 1988 : Rendez-vous avec la mort (Appointment with Death), de Michael Winner : Colonel Carbury
- 1988 : Arthur 2 : Dans la dèche : Hobson, valet d'Arthur
- 1989 : Getting It Right, de Randal Kleiser
- 1990 : Strike It Rich de James Scott (en) : Herbert Dreuther
- 1991 : Prospero's Books, de Peter Greenaway : Prospero
- 1991 : Une lueur dans la nuit, de David Seltzer : Konrad Friedrichs/Sunflower
- 1995 : Haunted, de Lewis Gilbert : Dr Doyle
- 1995 : Lancelot, le premier chevalier, de Jerry Zucker : Oswald
- 1996 : Shine, de Scott Hicks : Cecil Parkes
- 1996 : Portrait de femme (The Portrait of a Lady), de Jane Campion : Mr Touchett
- 1996 : Hamlet, de Kenneth Branagh : Priam
- 1998 : Elizabeth, de Shekhar Kapur : le Pape

### Télévision
- 1966 : Alice au pays des merveilles (Alice in Wonderland (en) 1966 TV) de Jonathan Miller : la tortue Mock
- 1975 : Edward the King de John Gorrie : Benjamin Disraeli
- 1978 : Les Misérables (Les Miserables), de Glenn Jordan : Gillenormand
- 1980 : Bizarre, bizarre (Tales of the unexpected) de Roald Dahl : Mr Cyril Boggis
- 1981 : Retour au château (Brideshead Revisited, mini-série) : Edward Ryder
- 1982 : Inside the Third Reich, de Marvin J. Chomsky : le père d'Albert Speer
- 1982 : Marco Polo, de Giuliano Montaldo : Lorenzo Tiepolo, le doge de Venise
- 1983 : Wagner, série télévisée de Tony Palmer : Franz Seraph von Pfistermeister
- 1983 : La Pourpre et le Noir (The Scarlet and the Black), de Jerry London : le pape Pie XII
- 1984 : La Dame aux camélias, de Desmond Davis (téléfilm)
- 1986 : Le Fantôme de Canterville (The Canterville Ghost), de Paul Bogart : Sir Simon de Canterville
- 1989 : Summer's Lease (en) : Haverford Downs
- 1996 : Les Voyages de Gulliver (Gulliver's Travels), de Charles Sturridge : le professeur de Soleil
- 1998 : Merlin, de Steve Barron : Constant

## Réalisateur
- 1938 : Spring Meeting (TV)
- 1964 : Hamlet (réalisé avec Bill Colleran)

## Théâtre
- 1924 : Romeo et Juliette de William Shakespeare, dans Roméo,  Regent Theatre, 1926 London Coliseum, 1929 The Old Vic, 1930 Haymarket Theatre, 1935 New Theatre
- 1926 : Hamlet de Shakespeare, dans Rosencrantz, Royal court Theatre, 1934 New Theatre, 1936 New York, Toronto, 1937 Schubert Theatre, 1939 Lyceum Theatre, 1944 Haymarket Theatre
- 1929 : Othello de Shakespeare, dans Cassio, Apollo Theatre, 1961 Memorial Theatre
- 1929 : Richard II de Shakespeare, dans Richard II, The Old Vic, 1930 The Old Vic, 1937 Queen's theatre, 1952 Lyric Theatre,
- 1930 : Macbeth de Shakespeare, dans Macbeth, The Old Vic
- 1930 : Antoine et Cléopâtre de Shakespeare, dans Marc Antoine,  The Old Vic
- 1931 : Le Roi Lear de Shakespeare, dans le Roi Lear, The Old Vic, 1940 The Old Vic, 1950 Memorial Theatre, 1955 Memorial Theatre
- 1938 : Le Marchand de Venise de Shakespeare, dans Shylock, Queen's theatre
- 1950 : Jules César de Shakespeare, dans Cassius, Memorial Theatre, 1977 Royal National Theatre
- 1951 : Le Conte d'hiver de Shakespeare, dans Leontes, Phoenix Theatre
- 1955 : Beaucoup de bruit pour rien de Shakespeare, dans Benedick, Memorial Theatre
- 1957 : La Tempête de Shakespeare, dans Prospero, Memorial Theatre, 1974 The Old Vic
- 1958 : Henri VIII de Shakespeare, dans Wosley, The Old vic

## Ouvrages
- Early Stages, Sceptre Books
- Stage Directions, Sceptre Books
- An Actor and His Time
- Backward Glances, Sceptre Books, 1993

## Distinctions
- Chevalier (Knight Bachelor) (1953)[2]
- Membre de l'ordre du Mérite britannique (OM - 1996)[3]
- Membre de l'ordre des compagnons d'honneur (CH - 1977)[4]
- Golden Globes 1982 : Golden Globe du meilleur acteur dans un second rôle pour Arthur
- Oscars 1982 : Oscar du meilleur acteur dans un second rôle pour Arthur